# (6374) Беслан
(6374) Беслан (осет. Беслæн) — астероид главного пояса, который входит в состав семейства Веритас. Он был открыт 8 августа 1986 года советской женщиной-астрономом Людмилой Ивановной Черных в Крымской астрофизической обсерватории и позднее назван в честь северо-осетинского города Беслан, в знак памяти жертв террористического акта в школе № 1 в сентябре 2004 года.

Орбита астероида Беслан и его положение в Солнечной системе